# Type 553 SNCB
Le type 553, puis série 49 (comme matériel de service) est un type d'autorail de la Société nationale des chemins de fer belges (SNCB) construit par les Ateliers Germain à Monceau-sur-Sambre.

## Caractéristiques

### Caractéristiques générales
Sa caisse est identique au type 552. Long de 16 m, pesant 32,4 tonnes. Cette caisse étant posée sur des bogies plutôt que sur deux essieux. Il est propulsé par un moteur 8 cylindres pour 165 CV qui lui permettait d'atteindre 66 km/h.  11 exemplaires sur les 50 produits seront renumérotés dans la série 49 en 1971.

### Motorisation
| Motorisation                                   | Motorisation                  |
| ---------------------------------------------- | ----------------------------- |
| Moteur                                         | diesel Brossel 8 D 120 B      |
| Architecture                                   | 8 cylindres en ligne vertical |
| Alésage / course [mm]                          | 120x155                       |
| Masse [kg]                                     | 1 175                         |
| Puissance max [kW] ([ch]) à X tours par minute | 122 (166) à 1 800             |
| Nombre dans le véhicule                        | 1                             |
| Transmission                                   |                               |
| Type de transmission                           | mécanique                     |
| Boite de vitesse                               | Brossel                       |
| Type                                           | manuelle à quatre rapports    |

### Livrées
- Bleue et crème (d'origine) ;
- À deux tons de vert.

## Matériel préservé
Deux véhicules sont actuellement préservés dont l'un circulant en service touristique.
| Illustration | Association ou musée                     | Numéro | Histoire | Remarques |
| ------------ | ---------------------------------------- | ------ | --- | --------- |
|              | Stoomcentrum Maldegem                    | 4903   | Il a été préservé au patrimoine SNCB jusqu'en 2013, puis cédé au SCM. Il est à nouveau en service depuis 2018. |           |
|              | Patrimoine ferroviaire et tourisme (PFT) | 4906   | Ex. 553.29 en rénovation en 2013.                                                                              |           |